# Stephan Wassong
Stephan Wassong (* 18. September 1969 in Rheinbach) ist ein deutscher Sportwissenschaftler, Historiker und Universitätsprofessor.  Seine Forschungsgebiete sind Sportgeschichte und Olympische Studien. Seit 2009 leitet er das Institut für Sportgeschichte an der Deutschen Sporthochschule Köln, zudem ist er dort seit 2014 auch geschäftsführender und akademischer Direktor des Zentrums für Olympische Studien. Er ist seit 2015 Mitglied der Olympic Education Commission des Internationalen Olympischen Komitees und seit 2018 Präsident des Internationalen Pierre de Coubertin Komitees. Zudem ist er seit 2010 Direktor des internationalen Weiterbildungsmasters M.A. Olympic Studies.

## Leben und Wirken

### Ausbildung
Nach Abschluss des Studiums der Sportwissenschaften, Anglistik und Erziehungswissenschaften an der Deutschen Sporthochschule Köln sowie der Universität zu Köln im Jahr 1997 promovierte Wassong 2001 an der Deutschen Sporthochschule Köln – mit einem Forschungsaufenthalt 1998–1999 an der State University of New York – zum Thema „Pierre de Coubertins US-amerikanische Studien und ihre Bedeutung für die Analyse seiner frühen Erziehungskampagne“. Er habilitierte 2006 in Sportgeschichte und Sportpädagogik.

### Beruf
Wassong war von 2003 bis 2006 Wissenschaftlicher Mitarbeiter an der Deutschen Sporthochschule Köln, von 2007 zunächst Assistant Professor, von 2008 bis 2009 dann Associate Professor an der Liverpool Hope University. 2009 wurde er auf den Lehrstuhl für Sportgeschichte an der Deutschen Sporthochschule Köln berufen. Seit 2009 ist er dort Leiter des Instituts für Sportgeschichte. Seit 2014 ist er zudem Direktor des Zentrums für Olympische Studien, welches als Transferzentrum an der Deutschen Sporthochschule Köln die Aufgabe hat, die akademische und die olympische Welt zu vernetzen.
Seit 2010 ist Wassong Gründungsdirektor des M.A. Olympic Studies, eines von der Deutschen Sporthochschule Köln in Kooperation mit internationalen Partneruniversitäten durchgeführten englischsprachigen berufsbegleitenden Masterprogramms.
2012 wurde Wassong Supervising Professor der Internationalen Olympischen Akademie (IOA) mit Sitz am antiken Olympia in Griechenland. 2022 wurde er Gründungsmitglied des Wissenschaftsrats der Internationalen Olympischen Akademie.
Seit 2015 wurde Wassong jeweils jährlich als Mitglied der Olympic Education Commission des IOC berufen.
Wassong wurde 2018 zum Präsidenten des Internationalen Pierre de Coubertin Komitees (IPPC) mit Sitz in Lausanne gewählt, 2022 wurde er für eine zweite Amtszeit wiedergewählt.

### Forschungsfelder
Zu Stephan Wassongs Forschungsfeldern zählen die Athletenkommission des IOC; Olympismus und Kultur; Geschichte und Entwicklung und gegenwärtige Konzepte der Olympischen Erziehung; Vorbildfunktion von olympischen Athleten; Olympische Studien in der universitären Erziehung; die Vereinten Nationen und Olympischer Friede; US-amerikanische Einflüsse auf die olympische Bewegung; Sport für Alle und die Olympische Bewegung; Olympische Anti-Doping-Politik sowie Politik bei den Olympischen Spielen.

## Gastprofessuren und Auszeichnungen (Auswahl)
- 2022: Vikelas Award der International Society of Olympic Historians.
- 2022: Studiengangsauszeichnung M.A. Olympic Studies: Presidential Award des International Fair Play Committee (Special Fair Play Promotion Diploma).
- 2018: Visiting Professor an der Université catholique de Louvain, Belgien (Olympic Chair Henri de Baillet-Latour et Jacques Rogge).
- Seit 2016: Adjunct Professor an der University of Canterbury, Neuseeland
- 2015–2018: Visiting Professor an der University of Johannesburg, Südafrika.
- 1998: Willi-Daume-Preis des Nationalen Olympischen Komitees für Deutschland

## Publikationen (Auswahl)
- Pierre de Coubertins US-amerikanische Studien und ihre Bedeutung für die Analyse seiner frühen Erziehungskampagne. Ergon, Würzburg 2002, ISBN 978-3-89913-252-6.